# Jan Morris
Jan Morris CBE (Clevedon, Somerset, 2 de outubro de 1926 – 20 de novembro de 2020) foi uma historiadora, jornalista e escritora de viagens galesa.

## Biografia
De mãe inglesa e pai galês, Morris foi educada no Lancing College, West Sussex, e Christ Church, Oxford, e considerava-se galesa. Antes de 1970 Morris publicou sob o seu antigo nome de "James Morris", e ficou conhecida pela trilogia Pax Britannica, uma história do Império Britânico, e por retratos de cidades, em especial Oxford, Veneza, Trieste, Hong Kong, e Nova Iorque, e também escreveu sobre o País de Gales, história e cultura da Espanha.
Morris nasceu como um rapaz, e antes de 1970 era conhecido como "James Morris". Em 1949, como James, Morris casou com Elizabeth Tuckniss, filha de um plantador de chá. Morris e Tuckniss tiveram cinco filhos, incluindo o poeta e músico Twm Morys. Morris documentou em suas memórias "Conundrum" que começou a tomar estrogéneos para se feminizar em 1964. Em 1972, fez uma cirurgia de redesignação sexual em Marrocos. O cirurgião Georges Burou fez a cirurgia, já que os médicos no Reino Unido se recusaram a fazê-la enquanto Morris e Tuckniss não se divorciassem, algo que Morris alegou não estar preparada para fazer. Acabaram por se divorciar mais tarde, mas ficaram juntos e têm uma união civil. Em 14 de maio de 2008, Morris e Tuckniss casaram de novo.
Morreu em 20 de novembro de 2020, aos 94 anos.

### Não-ficção

#### Viagens
- Coast to Coast (nos EUA: As I Saw the U.S.A) (1956: venceu o Cafe Royal Prize de 1957)
- Sultan in Oman (1957)
- The Market in Seleukia (1957)
- South African Winter (1958)
- The Hashemite Kings (1959)
- Veneza - no original Venice (1960: venceu em 1961 o Heinemann Award)
- The Presence of Spain (1964)
- Oxford (1965)
- The Venetian Empire (1980)
- A Venetian Bestiary (1982)
- The Matter of Wales (1984)
- Hong Kong (1988)
- Sydney (1992)
- A Writer’s World: Travels 1950-2000 (2003)

#### Ensaios
- The Road to Huddersfield: A Journey to Five Continents (1963)
- The Outriders: A Liberal View of Britain (1963)
- Cities (1963)
- Places (1972)
- Travels (1976)
- Destinations (1980)
- Wales; The First Place (1982, reed. 1998)
- Journeys (1984)
- Among the Cities (1985)
- Locations (1992)
- O Canada! (1992)
- Contact! A Book of Glimpses (2009)

#### Outras obras
- Coronation Everest (1958)
- Heaven’s Command: An Imperial Progress (1973)
- Pax Britannica: The Climax of Empire (1968)
- The Pax Britannica Trilogy: Farewell the Trumpets: An Imperial Retreat (1978)

Biography
- Fisher's Face (1995)

Memoir
- Conundrum: o enigma - no original Conundrum (1974)
- Wales, The First Place (1982)
- Pleasures of a Tangled Life (1989)
- Trieste and the Meaning of Nowhere (2001)
- A Writer's House in Wales (2002)
- "Herstory" (1999)

### Ficção

#### Novelas
- Hav : últimas cartas de Hav : Hav dos Mirmidões - no original Last Letters from Hav (1985: finalista do Booker Prize for Fiction em 1985)
- Hav (2006; shortlisted for the 2007 Arthur C Clarke Award)

### Contos
- The Upstairs Donkey, and Other Stolen Stories (1961)

### Outros
- Manhattan '45
- Fifty Years of Europe: An Album
- The Oxford Book of Oxford (editor)
- The Matter of Wales: Epic Views of a Small Country
- Lincoln: A Foreigner's Quest
- Our First Leader